# Acqua & Sapone (wielerploeg)/2004
Deze pagina geeft een overzicht van de Acqua & Sapone-Caffè Mokambo wielerploeg in  2004.

## Renners
| Naam                             | Geboortedatum | Nationaliteit    | Ploeg 2003                                    |
| -------------------------------- | ------------- | ---------------- | --------------------------------------------- |
| Aleksandr Arekejev               | 12-10-1982    | Rusland          | Beloften                                      |
| Claudio Astolfi                  | 27-06-1978    | Italië           | Domina Vacanze-Elitron                        |
| Denis Bertolini (vanaf 13.04)    | 13-12-1977    | Italië           | Phonak                                        |
| Lorenzo Cardellini (vanaf 01.04) | 03-10-1978    | Italië           | Domina Vacanze                                |
| Crescenzo D'Amore                | 02-04-1979    | Italië           | Tenax                                         |
| Alessandro D'Andrea              | 28-07-1978    | Italië           | Beloften                                      |
| Alessandro Donati                | 08-05-1979    | Italië           | Beloften                                      |
| Andrea Ferrigato                 | 01-09-1969    | Italië           | Alessio                                       |
| Bo Hamburger                     | 24-05-1970    | Denemarken       | Formaggi Pinzolo Fiavè-Ciarrocchi Immobiliare |
| Valeriy Kobzarenko               | 05-02-1977    | Oekraïne         | Team Maestro-Nella                            |
| Ruggero Marzoli                  | 02-04-1976    | Italië           | Alessio                                       |
| Rinaldo Nocentini                | 25-09-1977    | Italië           | Formaggi Pinzolo Fiavè-Ciarrocchi Immobiliare |
| Giuseppe Palumbo                 | 10-09-1975    | Italië           | De Nardi-Colpack                              |
| Kyrylo Pospyeyev                 | 30-12-1975    | Oekraïne         | Domina Vacanze-Elitron                        |
| Fred Rodriguez                   | 03-09-1973    | Verenigde Staten | Vini Caldirola-Sidermec                       |
| Raimondas Rumsas (vanaf 02.08)   | 14-01-1972    | Litouwen         | Lampre                                        |
| Ondřej Sosenka                   | 09-12-1975    | Tsjechië         | CCC Polsat                                    |
| Gerhard Trampusch                | 11-08-1978    | Oostenrijk       | Gerolsteiner                                  |

## Overwinningen
Internationale Wielerweek
3e etappe: Crescenzo D'Amore
5e etappe: Ruggero Marzoli
Ronde van de Abruzzen
2e etappe: Ruggero Marzoli
Omloop van Lotharingen
1e etappe: Denis Bertolini
5e etappe: Denis Bertolini
Vredeskoers
2e etappe: Denis Bertolini
Ronde van Italië
9e etappe: Fred Rodriguez
Reading Classic
Fred Rodriguez
Nationale kampioenschappen
Verenigde Staten (wegwedstrijd): Fred Rodriguez
Tsjechië (wegwedstrijd): Ondřej Sosenka
Ronde van Polen
5e etappe: Rinaldo Nocentini
8e etappe: Ondřej Sosenka
Eindklassement: Ondřej Sosenka
2004 · 2005 · 2006 · 2007 · 2008 · 2009 · 2010 · 2011 · 2012